# Iraqforce
 (septembre 2016).
Si vous disposez d'ouvrages ou d'articles de référence ou si vous connaissez des sites web de qualité traitant du thème abordé ici, merci de compléter l'article en donnant les références utiles à sa vérifiabilité et en les liant à la section « Notes et références ».
L'Iraqforce était une unité militaire du Commonwealth britannique qui combattit au Moyen-Orient durant la Seconde Guerre mondiale, pendant la guerre anglo-irakienne, la campagne de Syrie puis l'invasion anglo-soviétique de l'Iran.
Elle était commandée par le général de corps d'armée Sir Edward Quinan et faisait partie du Commandement du Moyen-Orient, et par suite de celui de l'Iran et de l'Irak.
L'Iraqforce fut créée au départ sous les ordres du général Archibald Wavell, commandant des forces britanniques au Moyen-Orient. Elle avait pour objectifs:
- prendre et sécuriser le port de Bassorah. Le Premier Ministre britannique Winston Churchill voyait cette ville comme une future base majeure pour l'approvisionnement en matériel des troupes américaines,
- installer un gouvernement irakien plus coopératif avec les britanniques et
- protéger les intérêts britanniques en Irak.

Bassorah fut prise par la mer par des troupes indiennes, pendant qu'une force fournie par les troupes britanniques en Palestine, la Habforce, vint de Transjordanie pour secourir des troupes britanniques assiégées à Habbaniya en Irak puis pour prendre Bagdad.
Après avoir "sécurisé" l'Irak, l'Iraqforce intervint dans la campagne de Syrie. Après la "sécurisation" de la Syrie et du Liban, l'Iraqforce intervint dans l'invasion anglo-soviétique de l'Iran. Une nouvelle formation, la Hazelforce de général John Aizlewood fut formée à l'intérieur de l'Iraqforce pendant cette période.
Le 1er septembre 1941, après avoir pacifié l'Iran, l'Iraqforce fut rebaptisée "Persia and Iraq Force" ou Paiforce.  La Paiforce fut toujours commandée par le général Sir Edward Quinan et elle fut réintégrée dans le commandement des forces armées du Moyen-Orient. En février 1942, son nom officiel devint celui de 10e armée britannique.
En août 1942, la 10e armée fut retirée du Commandement des Forces du Moyen-Orient et devint un commandement distinct: le Persia and Iraq Command qui fut commandé par le général Sir Henry Maitland Wilson. Cette séparation est due au fait que le commandement des forces du Moyen-Orient allait changer d'affectation et aller se lancer dans la guerre du désert africain.

## Composition des Troupes - Irak 1941
Commandant en chef: général de corps d'armée Sir Edward Quinan
La guerre anglo-irakienne dura du 18 avril 1941 au 30 mai 1941.  En Irak l'Iraqforce comprenait:
- la 10e divisision indienne d'infanterie, commandée par le général de division William A. C. Fraser (1886-1969, CB-1941, CBE-1922, DSO-1919 et 1921, MVO-1928, MC-1916) jusqu'au 16 mai puis par le général de division William Slim
  - la 20e brigade indienne d'infanterie (arrivée à Bassorah le 18 avril), général de brigade Donald Powell (en)
  - la 21e brigade indienne d'infanterie (arrivée à Bassorah en mai), général de brigade  Charles J. Weld (en) (1893-1962, CIE, MC)
  - la 25e brigade indienne d'infanterie (arrivée à Bassorah le 30 mai), général de brigade Ronald Mountain (en)
- les Forces terrestres britanniques de Habbaniya, Colonel Ouvry Roberts
  - le 1er Régiment du Roi (en) (à Habbaniya depuis le 24 avril)
  - volontaires syriens
  - blindés britanniques
- la Habforce commandée par le général de division John George Walters Clark
  - la 4e brigade de cavalerie britannique de la 1re division de cavalerie, général de brigade  James Joseph Kingstone (le lieutenant-colonel Andrew Henri Ferguson en assura le commandement tandis que le général Kingstone commandait la Kingcol, la force mobile empruntée à la Habforce pour aller aider les troupes encerclées à Habbaniya)
  - le 1er bataillon du régiment de l'Essex
  - la légion arabe commandé par Glubb Pacha
  - la 237e batterie du 60e régiment de campagne
  - des troupes de l'artillerie royale avec canons anti-tanks